# Prepona amphitoe
Prepona amphitoe är en fjärilsart som beskrevs av Jean Baptiste Godart 1824. Prepona amphitoe ingår i släktet Prepona och familjen praktfjärilar. Inga underarter finns listade i Catalogue of Life.